# Ролф Максимилијан Сиверт
Ролф Максимилијан Сиверт (швед. Rolf Maximilian Sievert; Стокхолм, 6. мај 1896 — Стокхолм, 3. октобар 1966) је био медицински физичар, који је знатно допринео проучавању биолошких ефеката радијације.
Сиверт је рођен у Стокхолму, Шведска. Био је шеф физичке лабораторије Radiumhemmet од 1924. до 1937. године, када је постао шеф одељења радијационе физике на институту Каролинска. Био је један од пионира на пољу мерења дозе зрачења, поготово у употреби тих мерења за постављање дијагноза и лечење рака. Каснијих година, фокусирао је своја истраживања на биолошке ефекте дужег излагања малим дозама радијације. Године 1964, основао је Међународну асоцијацију за заштиту од радијације, где је неко време био председавајући. Такође је председавао Научним комитетом за ефекте атомске радијације при Уједињеним нацијама.
Изумео је неколико инструмената за мерење радијационих доза, од којих је најпознатији Сивертова комора.
Године 1979, на Генералној конференцији за тегове и мере, јединица за еквивалентну дозу јонизујућег зрачења је названа по њему и дато јој је име сиверт (Sv). 